# Scymnobius bilucernarius
Scymnobius bilucernarius är en skalbaggsart som först beskrevs av Étienne Mulsant 1850.  Scymnobius bilucernarius ingår i släktet Scymnobius och familjen nyckelpigor. Inga underarter finns listade i Catalogue of Life.